# Заозёрный (Павлодарская область)
Заозёрный (каз. Заозерный) — село в Павлодарском районе Павлодарской области Казахстана. Входит в состав Шакатского сельского округа. Код КАТО — 556069200.

## Население
В 1999 году население села составляло 249 человек (123 мужчины и 126 женщин). По данным переписи 2009 года, в селе проживало 184 человека (97 мужчин и 87 женщин).